# C.C. Hornung
Conrad Christian Hornung (1. juli 1802 i Skælskør – 11. januar 1873 i København) var en dansk snedker og klaverbygger, der grundlagde virksomheden Hornung & Møller.
Hornung skulle egentlig have været hattemager som sin far, men interesserede sig mere for snedkeri, og efter en rejse rundt i Europa fra 1824 fattede han interesse for klaverbyggeri. Da han vendte hjem til Skælskør i 1827, byggede han sit første klaver. Fra 1834 var han bosiddende i Slagelse, hvor han også drev møbelsnedkeri. I 1842 fik han patenteret den helstøbte jernramme, hvilket var en klar forbedring af instrumentet. Produktionen blev flyttet til København samme år. Her indgik han et samarbejde med Hans Peter Møller, der i 1851 overtog virksomheden.
Faren, Jacob Hornung, var hattemager i Skælskør; moren var Ane Kirstine født Haugaard. Hjemmet var fattigt, alle i det måtte arbejde strengt, og da Hornung, der oplærtes i faderens profession, var 14 år, kunne han lave en hat, men endnu hverken læse eller skrive. Han voksede op uden at vide, hvad ordet leg betød. I sin knappe fritid snedkrede han og lavede fløjter. Da han 1824 drog på vandring som hattemagersvend, var han fuldstændig ubekendt med verden, og forfærdet over det rå lavsliv, han traf i Holstens byer, søgte han at holde sig helt borte fra det, hvad der beredte ham mange vanskeligheder. I Harburg førte hans ubehjælpsomhed til, at han mistede sine papirer som hattemagersvend. Hos en farbroder i Uslar i Hannover tog han da fat på snedkerhåndværket, og synet af et flygel bestemte hans skæbne. Han ville være instrumentmager, hvad der også under store anstrengelser lykkedes ham. Som instrumentmager vendte han 1827 tilbage til Skælskør, hvor han straks gav sig til at bygge et pianoforte, der vakte byens opmærksomhed, og efter at have gjort mesterstykke som snedker arbejdede han sig nu med stor udholdenhed således op, at han tilvirkede 6 à 7 instrumenter om året og kunne holde svende. 1834 forlagde han sin virksomhed fra Skælskør til Slagelse, hvor der den gang rørte sig et ikke ringe industrielt liv, her etablerede han også et møbelmagasin. 1842 flyttede han endelig til København, hvor instrumentmager Andreas Marschall samme år var afgået ved døden. Han fik lokale i den ejendom ved Holmens Kanal, som Landmandsbanken ejede, den gamle peschierske, af C.F. Harsdorff byggede gård, som han købte i 1846 og – des værre – forhøjede med en etage. Efter at have set et i Hamborg efter Frederick William Collards mønster forfærdiget instrument havde han allerede i Slagelse bygget instrumenter med jernafstivning; i København fik han 1842 10 års eneret på at forfærdige såkaldte "Jærnpianoforter", i hvilke trækassen kun gav instrumentet form, medens samtlige strenge og stemmeskruer var anbragte i et dertil indrettet jernplan, og på udstillingen i København 1844 erklæredes hans instrumenter for de fortrinligste, der nogen sinde vare tilvirkede her i landet. 1843 var han bleven hofinstrumentmager. Hornungs stadig fortsatte strenge arbejde gjorde imidlertid, at han tidlig følte sig træt. De trykkende krigsår lod ham tilmed føle angst for fremtiden, og i 1850 afstod han da sin forretning til instrumentmager Hans Peter Møller, der fortsatte den under firmaet Hornung & Møller. Hornung trak sig tilbage til sin fødeby, hvor han forfattede en livlig skildring af sit arbejdsomme liv. Han døde her 11. januar 1873. – 1. oktober 1828 ægtede han Caroline Vilhelmine Augusta Mau (15. januar 1807 d. 4. marts 1891), datter af en afdød klubvært i Skelskør, tidligere hospitalsapoteker i Odense, Carl Heinrich Mau og Juliane Marie født Feveile.